# مقصود أباد (إسفراين)
مقصود أباد (بالفارسية: مقصودآباد) هي قرية تقع في قسم صفي آباد الريفي (مقاطعة إسفراين) في إيران. يقدر عدد سكانها بـ 463 نسمة بحسب إحصاء 2016.